# Ordningslagen (Sverige)
Ordningslagen (1993:1617 ) är en svensk lag, som innehåller särskilda föreskrifter om allmänna sammankomster och offentliga tillställningar samt föreskrifter om allmän ordning och säkerhet i övrigt dels vid sammankomster och tillställningar, på offentliga platser och vid vissa anläggningar och verksamheter, dels i viss kollektiv persontrafik.

## Innehåll
Med offentlig plats enligt avses allmänna vägar, gator, vägar, torg, parker och andra platser som i detaljplan redovisas som allmän plats.
Med allmän sammankomst avses demonstrationer, föreläsningar och föredrag som hålls för undervisning, sammankomster som hålls för religionsutövning, teater och biografföreställningar, konserter, cirkusföreställningar och andra sammankomster vid vilka mötesfriheten utövas. För att en sammankomst skall anses som allmän krävs att den anordnas för allmänheten eller att allmänheten har tillträde.
Med offentlig tillställning avses tävlingar och uppvisningar i sport och idrott, danstillställningar, tivolinöjen och festtåg, marknader och mässor. För att en tillställning skall anses som offentlig krävs att den anordnas för allmänheten eller att allmänheten har tillträde till den.
Allmänna sammankomster och offentliga tillställningar får inte utan tillstånd anordnas på offentliga platser. Offentlig tillställning som utgör pornografisk föreställning får inte anordnas.
Ansökan om tillstånd att anordna och anmälan om en allmän sammankomst eller offentlig tillställning skall göras hos Polismyndigheten.
Polismyndigheten får inställa eller upplösa en allmän sammankomst eller offentlig tillställning i vissa fall endast om mindre ingripande åtgärder har visat sig vara otillräckliga för att hindra fortsatt lagstridigt handlande eller återställa ordningen enligt 2 kap 22, 23 och 24 §§.
Den som anordnar en allmän sammankomst i vinstsyfte eller en offentlig tillställning kan åläggas att ersätta Polismyndighetens kostnader för att hålla ordning vid tillställningen. I så fall måste anordnaren ha försummat att göra en ansökan eller anmälan till Polismyndigheten i tid. Detsamma gäller om anordnaren inte följer de ordnings- och säkerhetsföreskrifter som har gällt.
Polismyndighetens beslut enligt detta kapitel får överklagas till Förvaltningsdomstol. Prövningstillstånd krävs vid överklagande till kammarrätten.
Brott mot ordningslagen kan straffas med böter eller fängelse i högst sex månader. Den som uppsåtligen eller av oaktsamhet bryter mot förbud mot förtäring eller förvaring av alkoholdrycker döms till penningböter, om inte gärningen är belagd med straff i någon annan författning.
Sprängning och skjutning med eldvapen får inte utan tillstånd av Polismyndigheten äga rum inom område som omfattas av detaljplan. 
Den som är under 18 år får inte utan tillstånd av polismyndigheten inom område som omfattas av detaljplan utomhus använda luft- eller fjädervapen med vilka kulor, hagel eller andra projektiler kan skjutas ut. Detsamma gäller utanför sådant område, om inte vapnet används under uppsikt av någon som har fyllt 20 år. 
Skjutbanor som inte hör till Försvarsmakten får användas endast efter tillstånd av Polismyndigheten. Regeringen eller den myndighet som regeringen bestämmer får meddela föreskrifter om utförande och besiktning av skjutbana.
Undantag görs från anmälningsplikt och tillståndskrav vid allmän sammankomst enligt 2 kap, 4 och 5 paragrafen, samt 3 kap 1 paragrafen när en sammankomst är av obetydlig storlek, inte utgör fara eller hinder, är tillfällig, sker vid en plats av hävd brukad för dylika ändamål, eller såklart inte i övrigt bryter mot några specifika bestämmelser.

## Lokala ordningsföreskrifter
Lokala ordningsföreskrifter är ett tillägg till ordningslagen som endast gäller i en enskild kommun.
Lokala ordningsföreskrifter beslutas av kommunfullmäktige med stöd av Förordning (1993:1632) med bemyndigande för kommuner och länsstyrelser att meddela lokala föreskrifter enligt ordningslagen, och kungörs på sedvanliga sätt. Orsaken till att en föreskrift kommer till är vanligtvis att man har funnit att problem på en specifik offentlig plats inte regleras tillräckligt i ordningslagen. En lokal ordningsföreskrift får inte stå i kontrast mot en nationell lag. Föreskriften kan gälla i hela kommunen eller endast i en del av den. I det senare fallet ska området som omfattas vara klart och otvetydigt definierat.
Föreskrifterna får innehålla de regler
- som behövs för att upprätthålla den allmänna ordningen på offentlig plats,
- som behövs för att förhindra att människors hälsa eller egendom skadas till följd av användningen av pyrotekniska varor,
- om ordningen och säkerheten i en hamn som behövs med hänsyn till den verksamhet som bedrivs i hamnen.

Lokala ordningsföreskrifter ersatte den 1 april 1994 lokala ordningsstadgor, som hade samma syfte.

### Exempel på lokala ordningsföreskrifter
- Lokala ordningsföreskrifter för Stockholms kommun
- Lokala ordningsföreskrifter för Bjurholms kommun